# Agelasta mouhotii
Agelasta mouhotii är en skalbaggsart som beskrevs av Francis Polkinghorne Pascoe 1862. Agelasta mouhotii ingår i släktet Agelasta och familjen långhorningar.
Artens utbredningsområde är Laos. Inga underarter finns listade i Catalogue of Life.